# Zbrodnie nacjonalistów ukraińskich w powiecie stryjskim

Powiat stryjski na mapie województwa stanisławowskiego

Zbrodnie nacjonalistów ukraińskich w powiecie stryjskim – lista zbrodni nacjonalistów ukraińskich na ludności polskiej w powiecie stryjskim w okresie II wojny światowej.

## Tabela
| Zbrodnie według miejscowości | Gmina           | Data                                           |
| ---------------------------- | --------------- | ---------------------------------------------- |
| Zbrodnie w Daszawie          | Gmina Daszawa   | maj 1944, 24 listopada 1944                    |
| Zbrodnie w Korczunku         | Gmina Daszawa   | czerwiec 1944, lipiec 1944                     |
| Zbrodnia w Lisiatyczach      | Gmina Uhersko   | 1943/1944                                      |
| Zbrodnia w Niniowie Górnym   | Gmina Morszyn   | kwiecień 1944                                  |
| Zbrodnia w Siemiginowie      | Gmina Bratkowce | 5/6 kwietnia 1944                              |
| Zbrodnia w Skolem            | Gmina Skole     | 5 września 1943                                |
| Zbrodnia w Słobódce          | Gmina Bratkowce | kwiecień 1944                                  |
| Zbrodnie w Żulinie           | Gmina Bratkowce | 5/6 kwietnia 1944, listopad 1944, styczeń 1945 |